# Modern Day Delilah
„Modern Day Delilah“ je píseň americké rockové skupiny Kiss vydaná na devatenáctém studiovém albu Sonic Boom. Je to první singl z tohoto alba a první singl po 11 letech. Poslední singl skupiny byla píseň „You Wanted the Best“ z roku 1998 z alba Psycho Circus.
Video k písni bylo oficiálně představeno 9. prosince 2009 na Yahoo!. Videoklip byl natočen v Detroitu, kde skupina odehrála zahřívací koncert pro 1500 lidí ještě před vydáním alba a ukazuje to nejlepší z nové gigantické koncertní show.

## Umístění
| Hitparáda (2009)       | Pozice |
| Mainstream Rock Tracks | 50     |
| Sverigetopplistan      | 42     |
| Billboard Rock Airplay | 11     |
| ---------------------- | ------ |

## Sestava
- Paul Stanley – zpěv, rytmická kytara
- Gene Simmons – zpěv, basová kytara
- Tommy Thayer – sólová kytara, basová kytara
- Eric Singer – zpěv, bicí, perkuse